# Velarifictorus andamanensis
Velarifictorus andamanensis är en insektsart som först beskrevs av Bhowmik 1967.  Velarifictorus andamanensis ingår i släktet Velarifictorus och familjen syrsor. Inga underarter finns listade i Catalogue of Life.